# Hypena peterseni
Hypena peterseni là một loài bướm đêm trong họ Erebidae.